# Cantonul Barcillonnette
Cantonul Barcillonnette este un canton din arondismentul Gap, departamentul Hautes-Alpes, regiunea Provence-Alpes-Côte d'Azur, Franța.

## Comune
- Barcillonnette (reședință)
- Esparron
- Vitrolles